# Mémorial aborigène
Le Mémorial aborigène (en anglais : Aboriginal Memorial) est une œuvre d'art contemporaine autochtone australienne de la fin des années 1980. Elle est constituée par 200 cercueils en bois creux dressés et décorés de symboles aborigènes. L'œuvre — initiée par Djon (Jean) Mundine (en) en 1987-1988 — a été réalisée par 43 artistes de Ramingining dont David Malangi, George Milpurrurru (en) et des membres des communautés du centre de Terre d'Arnhem situées dans le Territoire du Nord. 
La fin de la réalisation de l’œuvre a été planifiée de manière à coïncider avec le début du bicentenaire de l'Australie qui commémorait la mort de nombreux Aborigènes consécutivement à la colonisation européenne. L'œuvre a été acquise par la Galerie nationale d'Australie où elle est exposée aujourd'hui, dans l'aile ouverte en septembre 2010 parmi les collections permanentes. Elle fut au préalable, présentée pour la première fois à la Biennale de Sydney en 1988 puis exposée comme pièce maîtresse d'une exposition des arts des peuples autochtones au musée de l'Ermitage de Saint-Pétersbourg, en Russie en 2000.

## Création
En 1988, l'Australie célèbre ses 200 ans depuis la colonisation blanche, établie par le Capitaine Arthur Phillip sur le port de Sydney en 1788. Alors que certains Aborigènes d'Australie protestent contre l'événement et qualifient celui-ci de « Journée d'invasion » plutôt que de Journée de l'Australie, un groupe d'artistes aborigènes de Ramingining décide de créer une œuvre d'art à l'occasion de cet anniversaire. Le projet est initié par Djon Mundine, un aborigène conseiller en art et commissaire d'exposition, exerçant à Ramingining avant le bicentenaire. Un petit groupe d'artistes dont David Malangi, Paddy Dhathangu, George Milpurrurru et Jimmy Wululu, définit la forme qu'allait prendre le projet. Finalement 43 artistes de la région participent à la réalisation de l’œuvre d'art communément appelée Aboriginal Memorial (Le Mémorial Aborigène).

## L’œuvre d'art
L’œuvre sculpturale représente une succession de poteaux funéraires en bois creux, connus notamment sous le nom de dupun, au nombre de 200 comme autant d'années de colonisation britannique. Ces cercueils font partie de l'art funéraire traditionnel aborigène. Après la mort d'un Aborigène de la Terre d'Arnhem, le corps après les soins mortuaires, est soit enterré, soit placé sur une plateforme fixée dans un arbre. Puis après un certain nombre d'années, vient la cérémonie de la ré-inhumation où sont utilisés les cercueils en bois pour accueillir les restes des défunts. Les os les plus longs et le crâne sont peints avec l'ocre rouge tiré de la terre puis cassés pour y être insérés. Les cercueils sont après chants et danses, placés debout puis laissés à la merci des éléments naturels. Le but principal de cette cérémonie est de veiller à ce que l'esprit du défunt, tout au long de son voyage depuis la Terre jusqu'au pays des morts, arrive dans les meilleures conditions.
Les cercueils présentés dans ce mémorial ont été spécialement créés pour l'œuvre d'art et par conséquent n'ont jamais été utilisés lors de ces cérémonies. Ces cercueils sont fabriqués à partir d'arbres qui ont été creusés naturellement par des termites. Ils sont coupés, nettoyés, puis teintés avec des pigments naturels lors de cérémonies. Une petite ouverture, peinte ou creusée est effectuée près du sommet, permettant à l'âme du défunt ou de la défunte, de voir ce qui se passe sur ses terres. Les symboles totémiques identifiant le clan auquel appartenait le défunt, sont également dessinés sur le corps de ce dernier. Les décorations symboliques des cercueils du mémorial reflètent les traditions des Temps du rêve du peuple des premières nations australiennes. Le mémorial est aménagé d'une voie centrale sillonnant entre les cercueils et permettant au visiteur de s’imprégner plus encore de l'histoire et de la vitalité de la culture et de l'art aborigènes par la découverte des symboles dessinés sur les cercueils. Matérialisant le cours de la rivière Glyde et ses méandres au centre de Terre d'Arnhem, le chemin symbolise, non seulement la cicatrice faite par la colonisation dans l'histoire aborigène, mais aussi, bien au-delà de ces deux cents ans, le Serpent arc-en-ciel à l'origine de la création du peuple aborigène et de la terre de l'Australie.
L’œuvre commémore et rend hommage « aux milliers d'Autochtones qui ont péri au cours de la colonisation européenne, et pour lesquels il n'a pas été possible d'effectuer les rites mortuaires traditionnels ». Le message symbolique sous-jacent de l'œuvre sonnant comme un "Toujours vivant" et paradoxalement comme un "Toujours debout" malgré les vicissitudes de l'histoire du peuple aborigène a attiré l'attention du gouvernement en 2005, lorsque le journal de Melbourne L'Âge a publié un éditorial demandant s'il était approprié de commémorer la résistance autochtone face au colonialisme blanc dans un mémorial australien de la guerre faisant face au mémorial Autochtones dans le cadre de cette commémoration.

## L'exposition et sa réception critique
Les créateurs du mémorial Autochtones ont toujours souhaité qu'il soit exposé publiquement. Aussi en 1987, l’œuvre d'art est offerte à la Galerie Nationale d'Australie qui avait contribué à son financement et à sa réalisation. Après avoir été exposée à la Biennale de Sydney en 1988, elle a été déplacée à la Galerie Nationale où elle se trouve actuellement. En 2000, le Mémorial est la pièce maîtresse d'une exposition majeure de l'art autochtone australien dans le prestigieux Hall de Nicholas du Musée de l'Ermitage, en Russie. L'exposition a reçu un accueil positif par la critique russe :

« C'est une exposition d'art contemporain, non pas dans le sens que cela a été fait récemment, mais en ce qu'il est enfermé dans la mentalité, la technologie et la philosophie d'un art radical. Personne, autre que les Aborigènes d'Australie, n'a réussi à exposer une telle œuvre d'art à l'Hermitage. »

À la fin des années 2000, l’œuvre, décrite comme une icône de la collection et comme « l'une des œuvres les plus impressionnantes créées en Australie », a été incluse dans la liste des 20 œuvres les plus précieuses de la collection de la galerie représentant la seule œuvre australienne présente dans cette liste. À l'époque, des 20 œuvres australiennes les plus précieuses, elle était la seule réalisée par des artistes autochtones,. Andrew Sayers, ancien dirigeant australien et ancien directeur de la Galerie nationale des Portraits et du Musée national de l'Australie, décrit cette œuvre comme « l'une des plus profondes et émergentes de ces 20 dernières années ».
À la fin des années 2000, l’œuvre a été temporairement retirée de l'exposition pour subir d'importants travaux de restauration. Ceux-ci achevés en octobre 2009, l’œuvre d'art est désormais exposée à l'entrée de la nouvelle galerie du musée national. Elle est destinée à être la première œuvre que voient les visiteurs de la galerie.